# 毛利勝信
毛利勝信（？—1611年6月16日）日本戰國時代至安土桃山時代武將、大名，為豐臣秀吉黃母衣衆之一。原名森吉成。官位壹岐守。
出身於尾張國，他因在豐臣秀吉的九州征伐中立功，還在鎮壓肥後國人一揆中立下功勞，獲得豐前國小倉的六萬石領地。
1592年，豐臣秀吉第一次侵略朝鮮（壬辰倭亂），奉命成為第四軍團的隊長，率領直轄部隊2000人。同一軍團的還有島津義弘、高橋元種、秋月種長、伊東祐兵、島津忠豐，兵力共計14000人。他率領兵團渡海侵略江原道，並參加第二次晉州之戰。1593年和談之後，在朝鮮南部建造林浪浦城。
1597年，第二次戰爭爆發（丁酉再亂），與子勝永一起出陣，同加藤清正等人攻打黃石山城，後自忠清道攻向全羅道。此後建造泗川倭城並據守該城。蔚山城之戰中，他率軍支援據守蔚山倭城的加藤清正，擊退明軍。戰後前去鎮守西生浦倭城。
1600年關原之戰中支持西軍。參與攻打伏見城的戰鬥。戰後遭到改易，原定流放肥後，在山內一豐的請求下改流土佐藩，最終死在流放地。